# Invaze na Korfu 1923

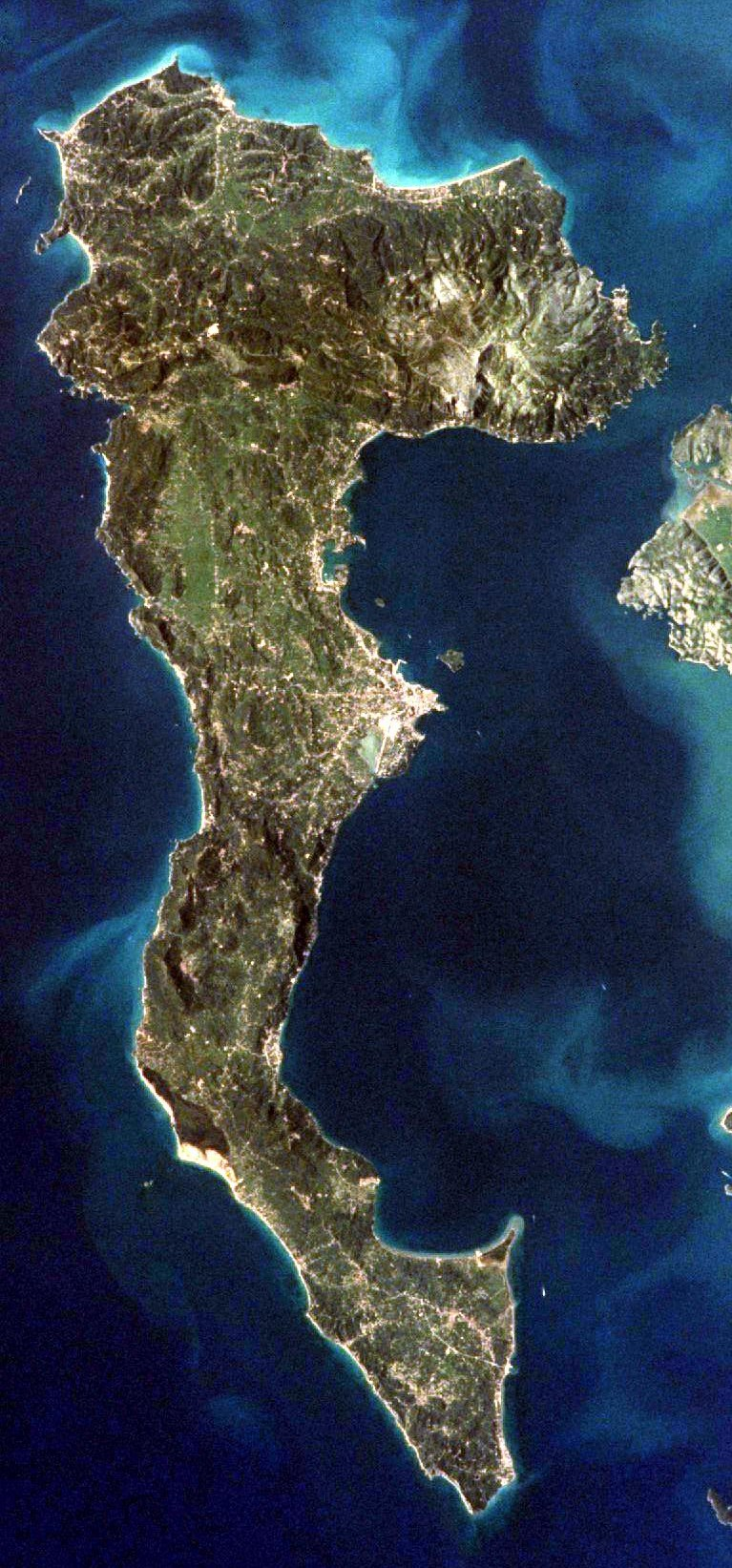
Ostrov Korfu

Korfský incident byl konflikt mezi Itálií a Řeckem během 31. srpna až 27. září 1923. Jednalo se o první agresivní krok Benita Mussoliniho, který již tehdy demonstroval nedostatečnou schopnost Společnosti národů zabránit konfliktům mezi členskými zeměmi této organizace.

## Příčina
Po prohrané válce s Tureckem, kdy Řecké království přišlo o maloasijskou oblast obývanou řeckou menšinou, což vedlo k velkým přesunům řeckého a tureckého obyvatelstva, došlo mezi oslabeným Řeckem a Albánií k hraničním sporům. Protože Společnost národů nechtěla riskovat další konflikt, rozhodla se na místo vyslat vojenskou misi k urovnání situace. Misi tvořili důstojníci italské královské armády v čele s generálem Enrico Tellinim. Již během vytyčování hranic docházelo mezi Italy a Řeky k třenicím, při kterých byl Tellini osočován z proalbánského postoje.
Dne 27. srpna 1923 byli generál Tellini, major Corti, poručík Bonacini a albánský překladatel zastřeleni neznámými pachateli nedaleko albánských hranic. Zatímco Řekové označili za pachatele pravděpodobně albánské bandity (jiná verze hovoří o řeckých banditech), v Římě měl Mussolini ihned jasno – jde o provokaci řeckých nacionalistů.
Již 27. srpna zasílá Mussolini řeckému předsedovi vlády Stylianu Gonatasovi seznam požadavků, zahrnující krom oficiální omluvy řecké vlády také odškodné ve výši 50 milionů lir, odsloužení mše za zabité v katolické katedrále v Aténách, při kterém měly ulice řeckého hlavního města zdobit italské vlajky a okamžitá poprava pachatelů, vše do pěti dní. Forma ultimáta, stylizovaná tak jak hovoří vítěz s poraženým až příliš připomínala rakousko-uherské ultimátum Srbsku v roce 1914 a některý tisk ne nadarmo přirovnal Telliniho vraždu k sarajevskému atentátu.

## Útok
Italské námořnictvo bylo uvedeno do bojové pohotovosti již 30. srpna. Svaz čtyř bitevních lodí, čtyř křižníků, 22 torpédoborců a pěti ponorek pod vedením viceadmirála Enrico Solariho s oddílem 10 tisíc vojáků na palubách vyplul následujícího dne. 31. srpna 1923 se v 15:00 hodin italský svaz objevil před přístavem Korfu. Solari ultimativně žádal řeckou kapitulaci, na druhou stranu neumožnil místnímu velení kontakt s Aténami. Solari nechtěl riskovat své bitevní lodě, a tak palbu na přístav obstaraly křižníky a torpédoborce, které napřed vystřelily salvu cvičné munice, a poté, co Řekové nevyvěsili bílý prapor, následovala palba ostrou municí ráže 152 a 120 mm. Italové pokládali za hlavní opěrný bod posádky starou pevnost nad přístavem (Fortezza Vecchia) a právě sem dopadlo nejvíce granátů. Ve skutečnosti zde nebyl jediný řecký voják, ale civilní obyvatelstvo odsunuté Turky z Malé Asie. Další civilní obyvatelstvo bylo zabito při náletu italských stíhaček, které ostřelovaly kulomety ulice přístavu. Italský útok si vyžádal 20 mrtvých a přes 50 raněných. Teprve nyní řecké velení ostrova vyvěsilo bílý prapor. Následný výsadek nenarazil na odpor, neboť sto vojáků a 150 příslušníků řeckého četnictva stejně nemělo šanci vzdorovat přesile a odpor by jen znásobil ztráty na životech civilního obyvatelstva.
I když hlavním cílem operace italského námořnictva bylo ovládnutí Korfu, neomezily se akce jen na tento ostrov. Od 1. září začala Regia Marina blokovat přístavy Pireus a Prevezu a napadat řecké majáky a radiostanice na ostrovech v Egejském moři. Během těchto akcí zajali Italové 80 Řeků a také řadu řeckých obchodních plavidel. Protože Mussolini tyto akce označil jako odvetné a nikoliv jako válečné, řecká flotila zůstala v přístavech, neboť Stanotas nechtěl dát Mussolinimu záminku k eskalaci bojů.

## Řecká reakce
1. září 1923 podala řecká vláda stížnost na italský postup na jednání Společnosti národů, na druhou stranu projevila ochotu vyjednávat. Italové totiž jmenovali viceadmirála Diego Simonettiho guvernérem ostrova, což vyvolalo (jak se později ukázalo oprávněné) obavy, že Mussolini chce ostrov připojit k Itálii. Britové, nepřející si jakékoliv změny ve Středomoří, podpořili řecký protest, k čemuž se připojila i Francie. Obě západní velmoci se v roce 1923 ještě nenacházely v agónii sebedestruktivní politiky „usmiřování“ a daly Mussolinimu jasně najevo, že okupace ostrova musí skončit.
8. září deponovali Řekové požadovaných 50 miliónů lir a 13. září propustili Italové rukojmí a zadržená řecká plavidla. Řecká vláda vyslovila oficiální politování nad osudem italské mise a dle Mussoliniho přání vystrojila za oběti tryznu. 23. září se italská armáda neochotně začala stahovat z ostrova a 27. září opustil Korfu poslední italský voják. Napjaté italsko-řecké vztahy se stabilizovaly až roku 1928.

## Ohlas útoku v Korfu
Italská agrese proti civilnímu obyvatelstvu na Korfu měla také dopad v kulturní rovině. Před invazí byl ostrov pověstný tím, že místní divadlo a opera (projektovaná podle milánské La Scaly) zásadně preferovalo italské opery. Po útoku byla všechna italská díla stažena a místo toho se prosadila řecká tvorba, do té doby opomíjená.